# 长叶蚬壳花椒
长叶蚬壳花椒（学名：Zanthoxylum dissitum var. lanciforme）为芸香科花椒属下的一个变种。

## 扩展阅读
- 維基物種上的相關：长叶蚬壳花椒